# Entomobryomorpha
Ordre
Les Entomobryomorpha sont un ordre de collemboles.

## Classification
Selon Checklist of the Collembola of the World :
- Tomoceroidea Schäffer, 1896 
  - Oncopoduridae Carl & Lebedinsky, 1905
  - Tomoceridae Schäffer, 1896
- Isotomoidea Schäffer, 1896 
  - Actaletidae Börner, 1902
  - Isotomidae Schäffer, 1896
  - †Protentomobryidae Folsom, 1937
- Entomobryoidea Schäffer, 1896
  - Entomobryidae Schäffer, 1896
  - Microfalculidae Massoud & Betsch, 1966
  - Paronellidae Börner, 1913
  - †Oncobryidae Christiansen & Pike, 2002
  - †Praentomobryidae Christiansen & Nascimbene, 2006
- Coenaletoidea Bellinger, 1985
  - Coenaletidae Bellinger, 1985

## Référence
- Börner, 1913 : Die familien der Collembolen. Zoologischer Anzeiger, vol. 41, p. 315–322.